# 마농 레스코 (소설)
마농 레스코 또는 기사 데그리외와 마농 레스코 이야기는 아베 프레보의 소설이다.

### 줄거리

#### 1권
루앙에서 돌아오는 기품있는 남자인 작가. 파시쉬르외르에서 저녁식사를 한다. 마을은 혼란스런 분위기가 감돌고 있다. 마을사람들이 모여있는 술집 앞에서 마차 두 대가 멈춘다. 행실 나쁜 여자들을 미국행 선박으로 수송하려는 것이다. 그 중에는 특히 미모와 우아함이 돋보이는 마농이 있다. 작가는 마농에 대해 경비대장에게 묻지만 돌아오는 답은 없다. 경관에게 물어보니 저기 떨어져 있는, 아마 오빠이거나 연인일 남자에게 물어보라고 말해준다. 파리에서부터 호송대를 쫓아왔다는 이 남자는 괴로워하는 듯하다. 자신의 비밀과 마농의 정체에 대해서 말하려 하지는 않지만 이 여자를 사랑하고 또 파산할 정도로 마농이 풀려나도록 모든 것을 시도했노라고 털어놓는다.
2년이 지나고 기품있는 남자는 런던에 돌아와, 칼레에서 1박2일을 보내기로 한다. 도시를 산책하면서 2년 전에 만난 젊은이를 알아본다. 그에게 다가가 반가운 재회를 한다. 반가워하는 젊은이는 미국에서 돌아오노라고 말한다. 그날 저녁 화자는 Lion호텔에 젊은이를 맞이한다. 이 수수께끼의 인물은 자신의 모험담을 늘어놓는다.
17세의 데그리외는 이름있는 가문 출생이다. 아미앵의 학교에서 모범생이었으며 부친으로부터 기사가 될 것을 기대받고 있었다. 그와 절친한 티베르주는 인자하며 이해심 깊은 인물. 자신의 출생시에 돌아온 데그리외는 잠시 들른 숙박소에서 마농 레스코와 정신 못차릴 정도로 사랑에 빠진다. 아직 젊고 연애경험이 없음에도 불구하고 마농에 한눈에 반한 데그리외는 마농이 부모 명에 따라 수도원에 보내진 것임을 알게 된다. 단둘이 있게 되자 마농은 데그리외에게 그와 같은 남자를 반하게 했음이 기쁘노라고 말한다. 마농이 숙명에서 도망치고 둘이 사랑을 이룰 수 있기에는 도주만이 유일한 길인 바, 다음날 마농의 숙소에서 마부가 일어나기 전에 만나기로 약속한다. 티베르주의 만류에도 불구하고 데그리외는 마농과 도주하기로 마음을 굳혔다. 데그리외는 자기 친구를 안심시키고 그 걱정을 늦추게 한다.
밤이 떨어지기 전에 생드니에 도달한 젊은 남녀. 어차피 교회에 어긋난 관계이기에 결혼계획은 잊혀진다. 파리에서 연인들은 가구가 딸린 공동주택에 머물며 3주동안 완벽한 사랑을 나눈다. 그러나 양심에 가책을 받은 데그리외는 가족과 다시 관계를 맺고 싶어한다. 부친에게 마농과의 혼인을 허락받고 싶지만 마농은 이 계획을 염려한다. 데그리외는 또한 경제적인 어려움에 대한 두려움도 있지만 마농은 그를 안심시키고 가계는 자신이 책임지겠노라고 말한다.
마농을 믿는 데그리외는 동의한다.
어느 저녁 평소보다 일찍 돌아온 데그리외. 문이 닫혀있고 마농은 한참 있다가 열어준다. 데그리외는 하녀를 캐물어, 늙은 재무대신 드B씨가 방금 몰래 그 집에서 내뺐다는 사실을 알아챈다. 그날 저녁 데그리외는 마농이 자발적으로 해명하기를 바라지만 마농은 해명을 피하고 울음을 터트릴 뿐이다.
그때 누군가가 문을 두드린다. 애인에게 입맞추고 나서 마농은 내뺀다. 부친의 하인들이 데그리외를 데리러 온 것이다. 가족의 집으로 향하는 사륜마차 안에서 젊은이는 마농과 자신을 누가 밀고한 것일까 하고 궁리해본다.
아버지댁에서는 꽤나 관대한 환영을 받으나 부친은 자식의 순진함을 비웃는다. '너는 참을성있고 쉬운 남편이 될 소질이 있구나.' 그리고는 마농을 꼬신 것은 드B씨라고 말해준다. '기사야, 너는 꽤나 빠르게 정복할 줄은 아나 네 전리품을 보전할 줄은 모르는게지.' 데그리외는 절망하나 절대로 마농이 배신했으리라고는 생각하지 않는다. 부친은 아들이 다시 도주하는 것을 막기 위해 방에 가둬놓는다.
6개월 동안 데그리외는 절망한 모습을 보이나 벗 티베르주의 도움과 함께 점차적으로 삶의 재미를 되찾아가며 읽거나 공부하게 된다. 마농을 본 티베르주는 파리에서 늙고 돈많은 정부와 동거하고 있노라고 말해준다. 그 말을 들은 데그리외는 속세를 포기하기로 하고 티베르주와 함께 생쉴피스 신학원에 들어간다.
학업에서 안정을 찾고 마농 생각도 안하게 되며 명성도 되찾으나, 소르본에서 마농과 재회하게 된다.
마음을 사로잡힌 데그리외는 마농을 용서하고 그 즉시 신학원을 떠난다. 숙소에서 하룻밤을 보낸 뒤 두 연인은 어느때보다 열렬한 사랑을 띠고 샤이요라는 마을에 정착한다.
마농이 드B씨에게서 타낸 돈 덕에 부족한 것 없이 사는 연인들. 그러나 마농은 샤이요를 지루해하고 데그리외에게 파리의 공동주택을 빌리자 한다. 또한 같은 길에서 사는 마농 오빠(이름은 대지 않고 단지 성씨로 레스코라 함)가 들어앉아 이들의 살림으로 살아가며 재산을 동낸다.
어느날 아침, 연인들이 파리에서 밤을 지낸 후, 데그리외는 샤이요의 자기들 집이 불탔다는 것을 알게 된다. 이 화재로서 그들은 빈털털이가 되었다. 그러나 데그리외는 마농에게 사실을 말해주지 않기로 한다.
데그리외는 해결책을 찾기 위해 마농의 오빠에게 사실대로 얘기하는데, 먼저 그는 마농과 데그리외가 매춘을 하는 것이 어떻겠느냐 하지만 데그리외는 거절한다. 레스코가 마지막으로 제안한 것은 노름에서 사기치는 것이다. 하지만 불안해하는 데그리외는 이도 거절한다.
데그리외는 마지막으로 벗 티베르주의 인심에 의지하고자 한다. 대화를 나눈 후에 데그리외는 자신의 배은망덕함을 사죄하고, 티브레주는 진정한 친구답게 돈을 건네준다.
데그리외가 곧 깨닫게 되는 것은 마농이 비록 그 사랑은 진실되나 향락에 굶주려있고 헤프게 돈쓰는 것을 좋아하며 조촐한 삶에 적응하지 못한다는 것이다.
마농에게 버림받을 것을 두려워한 데그리외는 다시금 레스코에게 다가가고, 노름 모임에 소개받는다. 머지않아 대 사기꾼이 된 그는 다시금 부유하게 된다. 티베르주는 이러한 행위의 정당성을 염려하고 주의를 준다. 안락한 생활은 더더욱 두 연인을 가깝게 한다.
그러나 이들의 행복을 시기한 하인들은 레스코의 집에서 데그리외가 식사하던 어느 저녁 자신들의 주인들을 약탈하고 집안 물건을 털어간다. 마농과 데그리외는 절망에 빠지고 길거리에 나앉는다.
레스코는 동생에게 G.M씨에게 금전관계를 맺으라 조언한다. 마농은 돈을 좇아 떠나고 그의 미모 덕에 G.M.씨는 집을 주고 생활을 돌보아주겠노라 한다.
여느때보다 교활한 레스코는 마농의 늙은 애인의 돈을 같이 사취하자고 데그리외를 꼬드긴다. 곧이어 만찬이 열리고, 늙은이는 마농에게 호화로운 보석을 주며 자신의 연금의 절반을 주겠다 제안한다. 3인은 노인을 야회 내내 비웃으며 마지막에는 마차를 타고 슬쩍 도망간다.
속은 것을 안 G.M씨는 이들의 흔적을 좇아 새벽에 경찰로 하여금 체포케 한다. 마농은 살페트리에르 병원에 감금되고 데그리외는 방탕한 귀족 자제들의 감옥인 생라자르로 끌려간다.
데그리외는 티베르주를 끌여들여 탈출할 계획을 세운다. 레스코와 다시 연락해서 무기를 조달받는다. 그리하여 감옥 문을 열겠노라고 수도원장을 협박해서 탈출하고, 그 과정에 문지기를 살해한다. 그리고 마농을 풀어주고자 한 데그리외는 병원에 침투해 마농과 재회한다. 하인 한 명이 마농을 남장시켜 탈출을 돕는다.
그리하여 말썽을 피하기 위해 데그리외와 마농이 레스코와 함께 자리를 뜨는데, 레스코는 한때 자신이 도박판에서 알거지로 만든 남자와 마주치고 총을 맞아 죽게 된다.
도망치는 연인들은 샤이요의 숙소에 돌아온다. 티베르주가 다시금 도와주러 와서 데그리외에게 돈을 건넨다. 다행히도 소란은 은폐되었다. 두 연인은 평안을 되찾은 것 같다.
여기서 데그리외는 저녁식사를 위해 이야기를 중단한다.

#### 2권
샤이요에 정착한 데그리외는 다시 도박하고 사기치기 시작한다. 한편 마농은 바람피우지 않고, 구애해오는 이탈리아 왕자를 바보 만들며 재밌어한다.
그러나 숙명은 다가온다. G.M씨의 아들이 찾아와 그들과 식사를 나누고, 마농에게 반한다. 마농은 그 아비에게 한을 품고 그에게 거액의 돈을 갈취할 계획을 꾸민다. 마농은 그를 만나지만 그 애정의 밀회에서 벗어나지 못한다. 이러한 파렴치에 분노한 데그리외는 복수심을 품고, 소(小) G.M을 납치하게 하고 그의 호텔에 들이닥쳐 질투의 소란을 한바탕 벌이고, 애틋한 감정을 토로하며 끝난다.
그러나 위기가 다가오고 있었으니, G.M의 하인 한 명이 경보를 울린 것이다. 두 번 째로 마농과 그 연인은 투옥되게 된다. 샤틀레에서 데그리외를 부친이 방문하여 그 행실을 엄히 꾸짖으나 용서를 해주며 온갖 수단을 써서 감옥에서 빼주겠노라고 한다. 또한 마농을 점잖게 그에게서 떼놓고 미국으로 보내버리고자 한다.
풀려난 데그리외는 이 끔찍한 소식을 알게 되고, 부자(父子)는 영영 갈라설듯 하게 된다.
마농을 풀어주기 위한 시도가 여러 번 실패하고 절망한 데그리외는 돈을 써서 마농을 따라갈 허가를 얻게 된다. 서술자 남성을 파시에서 만날 시점에서 데그리외는 돈이 다 떨어진 상태이다.
데그리외는 마농을 미국으로 데려가는 배에 자발적으로 선승한다. 마농의 남편을 가장한 그는 선장의 신뢰 덕에 마농을 직접 돌볼 수 있다.
두 달의 항해가 끝나고, 뉴올리언즈에 정박한다. 선장은 데그리외와 마농의 사정에 대해 주지사에게 알려주고, 주지사는 친절히 그들을 맞아주고 머물 곳을 찾아준다.
마농은 데그리외의 친절함에 감사를 표하고 자신도 변했노라고 장담한다.
그러나 마농을 사랑하게 된 주지사의 조카가 마농이 독신이라는 것을 알고 자기 여자라 칭한다. 데그리외와 결투를 벌이지만 다치고, 자신이 적을 죽였다 착각한 데그리외는 마농과 함께 사막으로 도망치는데, 도중에 지친 마농은 사망한다. 데그리외는 그를 매장하고, 따라 죽고자 그 무덤 위에 눕는다.
그를 찾아 떠난 티베르주에 발견되어, 데그리외는 마농이 죽은지 9개월 후 프랑스에 돌아오고, 부친이 상심한 나머지 별세했다는 걸 알게된다. 그리고 칼레에서 서술자 남성을 만나게 되는 것이다.

### 각색
큰 인기를 끈 이 작품은 오페라 등으로 여러번 각색되었다.
- 마농 레스코(푸치니)
- 마농(마스네)

## 우리말 번역
- 홍지화 옮김, 《마농 레스코》, 부북스(Boobooks), 2016년 5월 16일